# 杨源 (明朝)
楊源（15世纪？—1507年），字本清，明朝官员，天文学者。南昌府丰城县人，楊瑄之子。
楊源幼習天文，任五官監候。1506年（正德元年），劉瑾乱政、楊源上言：「八月初以来，大角和心宿中星動揺不止。大角是天王的星座，心宿中星是天王的正位，都应该安定静止。现在動揺不止。占象是《人主不安，国有憂》。意味陛下轻易行動，举行遊玩，没有節度的狩猎，所以有这种结果。北斗七星第二、第三、第四之星不如通常明亮。第二星为天璇，是后妃之象。后妃不能得到寵愛就会星暗，广营宮室、穿掘山陵就会星暗。第三星为天璣，不愛百姓，大興夫役就会星暗。第四星为天权，号令不当就会星暗。伏願陛下敬畏上天告诫，安居深宮、禁止嬉遊狩猎，罢除騎射，停止宮室造作，号令严明，不要轻易出入后宫，贬斥特別寵愛的小人，抑制臣下賜物，親近元老大臣，毎日講習读书，修養自己的品德，来消除災变。」礼部尚書張昇称赞楊源忠义仁愛。
十月，雾霾出现、楊源上言：「这是众多邪恶聚成的气，陰气冒犯陽气，臣下欺瞒君上，小人专权，是下叛上的征兆」。劉瑾大怒，假托正德帝之意杖打楊源三十，然后释放。楊源再上言：「正德二年以降，火星入太微垣帝座前，東西揺動，往来不一。请求皇帝收回权力，预防患難。」指责劉瑾专横。劉瑾大怒，召来楊源怒叱：「你是什么官，也要学忠臣」。楊源厉声说：「官大小有異，忠心为一」。楊源被杖打六十回，贬戍肃州。1507年（正德二年）八月，在途中河陽驿，傷痛恶化而死。楊源之妻砍下蘆荻覆盖在他遺体上，埋葬在驿站後面。1621年（天啓元年），追諡忠怀。著書《星学源流》二十卷。